# Margarethe von Trotta
Margarethe von Trotta (ur. 21 lutego 1942 w Berlinie) – niemiecka reżyserka, scenarzystka i aktorka filmowa.

## Życiorys
Jest nieślubną córką malarza Alfreda Roloffa oraz pochodzącej z arystokratycznej rodziny Niemców bałtyckich Elisabeth von Trotta. Dzieciństwo spędziła z matką w Düsseldorfie. W latach 60. przeniosła się do Paryża, gdzie rozpoczęła pracę dla wytwórni filmowych. W 1964 wyszła za mąż za Jürgena Moellera, z którym miała syna. Para rozwiodła się w 1969. 
W latach 70. występowała w filmach Rainera Wernera Fassbindera (Amerykański żołnierz, Bogowie zarazy) oraz Volkera Schlöndorffa, za którego w 1971 wyszła za mąż. Współpracowała z nim także przy filmie Utracona cześć Katarzyny Blum (1975), który wspólnie wyreżyserowali. Rozwiedli się w 1991.
Jej najgłośniejszy film Czas ołowiu (1981) przyniósł jej Złotego Lwa na 38. MFF w Wenecji. Reżyserka zasiadała w jury konkursu głównego na 52. MFF w Wenecji (1995).

## Filmografia

### Aktorka
- 1969–1976 – Der Kommissar
- 1970 – Amerykański żołnierz (Der Amerikanische Soldat)
- 1970 – Baal
- 1970 – Bogowie zarazy (Götter der Pest)
- 1971 – Ostrzeżenie przed świętą dziwką (Warnung vor einer heiligen Nutte)
- 1971 – Nagłe wzbogacenie się biednych ludzi z Kombach (Der plötzliche Reichtum der armen Leute von Kombach)
- 1972 – Moralność Ruth Halbfass (Die Moral der Ruth Halbfass)
- 1972 – Słomiany ogień (Strohfeuer)
- 1972 – Motiv Liebe
- 1973 – Desaster
- 1974 – Nouvelles de Henry James
- 1976 – Łaska śmierci (Der Fangschuß)
- 1984 – Sinobrody (Blaubart)

### Reżyser
- 1975 – Utracona cześć Katarzyny Blum (Die verlorene Ehre der Katharina Blum oder: Wie Gewalt entstehen und wohin sie führen kann, współreżyseria z Volkerem Schlöndorffem)
- 1978 – Das Zweite Erwachen der Christa Klages
- 1979 – Schwestern oder die Balance des Glücks
- 1981 – Czas ołowiu (Die bleierne Zeit)
- 1983 – Heller Wahn
- 1986 – Róża Luksemburg (Rosa Luxemburg)
- 1988 – Felix (cz. 3: Eva)
- 1988 – Lęk i miłość (Paura e amore)
- 1994 – Obietnica (Das Versprechen)
- 1990 – Afrykanka (L'Africana)
- 1993 – Il lungo silenzio
- 1997 – Zimowe dziecko (Winterkind, (film telewizyjny)
- 1999 – Mit fünfzig küssen Männer anders (film telewizyjny)
- 1999 – Mroczne dni (Dunkle Tage, film telewizyjny)
- 2000 – Rocznice. Z życia Gesiny Cressphal (Jahrestage. Aus dem Leben von Gesine Cressphal, serial telewizyjny)
- 2003 – Rosenstraße (film na podstawie autentycznych wydarzeń)
- 2004 – Die Andere Frau (film telewizyjny)
- 2006 – Ich bin die Andere
- 2007 – Tatort (serial telewizyjny, odcinek Unter Uns)
- 2008 – Vision (o Hildegardzie von Bingen)
- 2013 – Hannah Arendt

## Nagrody
- 1981: Złoty Lew na 38. MFF w Wenecji za film Czas ołowiu
- 1983: Złoty Niedźwiedź (nominacja) za film Heller Wahn
- 1986: Złota Palma (nominacja) za film Róża Luksemburg
- 2003: Złoty Lew (nominacja) za film Rosenstrasse